# Bertholdia
Bertholdia is een geslacht van vlinders van de familie spinneruilen (Erebidae), uit de onderfamilie Arctiinae.

## Soorten
- B. albipuncta Schaus, 1896
- B. almeidai Travassos, 1950
- B. aroana Strand, 1919
- B. crocea Schaus, 1910
- B. detracta Seitz, 1921
- B. flavidorsata Hampson, 1901
- B. flavilucens Schaus, 1920
- B. fumida Schaus, 1910
- B. grisescens Rothschild, 1909
- B. livida Seitz, 1921
- B. myosticta Hampson, 1901
- B. ockendeni Rothschild, 1909
- B. philotera Druce, 1897
- B. pseudofumida Travassos, 1950
- B. rubromaculata Rothschild, 1909
- B. schausiana Dyar, 1898
- B. semiumbrata Seitz, 1921
- B. soror Dyar, 1901
- B. specularis Herrich-Schäffer, 1853
- B. steinbachi Rothschild, 1909
- B. trigona Grote, 1879